# Aanslag op Amsterdam (1577)
De Aanslag op Amsterdam op 23 november 1577 was een mislukte aanslag op de stad Amsterdam door vier vendels watergeuzen onder leiding van Herman Helling, in een poging de stad bij verrassing in te nemen voor de Staatsen. De aanslag, die plaatsvond tijdens de zogeheten Blokkades van Amsterdam (1572–1578), mislukte doordat er ondersteunende troepen aanwezig waren.

## Aanloop
Op 8 november 1576 werd de Pacificatie van Gent afgesloten, maar in Amsterdam werd de prins van Oranje niet erkend, de stad bleef onder Spaans gezag staan. Nu had de Raad van State besloten om de stad bij verrassing in te nemen zonder de satisfactie af te wachten. De Haarlemse overste Herman Helling zou met vier vendels volk (ongeveer vier à vijfhonderd man) de Haarlemmerpoort innemen, er waren nog zes extra vendels beschikbaar voor de inname.

## Aanslag

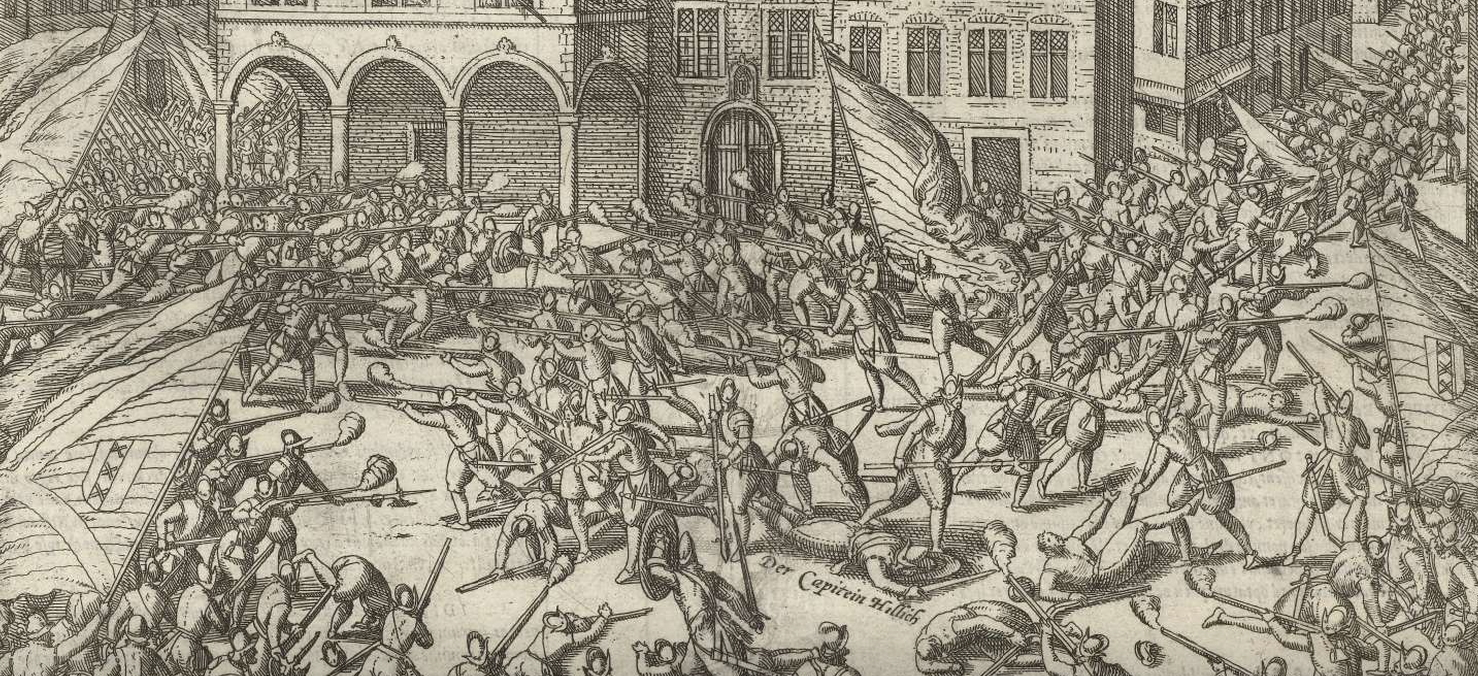
Schermutselingen op de Dam

Overste Herman Helling en kapitein Nicolaas Ruikhaver arriveerden op 23 november met schepen waarin geuzen verstopt zaten voor de poort. Helling had daags tevoren in het geheim zijn luitenant Circourt met enkele mannen de stad in gestuurd. Circourt zou van binnen de poort openen zodat Helling zou kunnen toeslaan van buiten. Om niet op te vallen hadden Circourt en zijn mannen de hele nacht met verschillende "dochters in Amsterdam gedanst". Op het afgesproken moment deden ze alsof ze de stad wilden verlaten, maar nog even een borreltje wilden drinken. Zij overrompelden de wachters (één wachter sprong vanuit het raam de gracht in en wist zodoende te ontsnappen) en riepen: "Victorie! Val aan! De stad is van ons!". Op dat teken kwamen de vier vendels uit de bootjes tevoorschijn en renden toen in de richting van de Dam. Daar namen ze de Waag in (die toen nog op de Dam was). De extra zes vendels kwamen niet opdagen om de inname succesvol door te zetten. Helling besloot toch de aanval voort te zetten, ondanks het feit dat hij helemaal geen geschut had meegebracht. Toen ze op de Dam arriveerden, kwamen de burgers in verzet tegen de invallers. De stadssoldaten en de schutterij waren komen aandraven. De aanvallers hadden zich te lang opgehouden in het bezette Korenmetershuisje aan de Kolk dat zij voor het stadhuis aanzagen (de voorganger van het in 1620 gebouwde gildehuis). Intussen stond op de Dam een aanzienlijke versterking. Er werd fel gevochten op de Dam. Helling en Ruikhaver zagen al snel in dat hun positie onhoudbaar was en werden afgesneden van de achterhoede bij de Haarlemmerpoort. Nu werden de aanvallers met zwaar geschut bestookt en Helling sneuvelde. Ruikhaver nam het bevel over en vluchtte de stad in. Daar werd ook Ruikhaver om het leven gebracht. De stedelingen wisten de geuzen weer de stad uit te jagen.

## Nasleep
De Raad van State was ontevreden en zond een brief aan de magistraat van Amsterdam. Deze brief werd in Amsterdam als "excuusbrief" gelezen. De bewaking van de stad werd verscherpt. De stad bleef hierna door de watergeuzen ingesloten. Er ontstond een gebrek aan levensmiddelen en de handel stond stil. Om dreigend verzet binnen de stad in de kiem te smoren werd zelfs de omgeving rondom de Waag versterkt om de stadskern te kunnen beheersen. Ongeveer driehonderd burgers verlieten de stad. Er werden noodmunten geslagen. Het zou nog tot februari duren voordat de stad bij verdrag over zou gaan naar Staatse zijde.